# Acicula
Acicula är ett släkte av snäckor som beskrevs av Hartmann 1821. Acicula ingår i familjen nålsnäckor.

## Bildgalleri

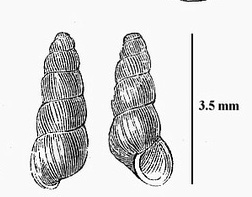
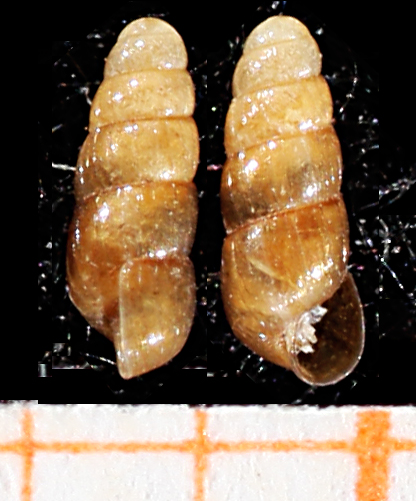
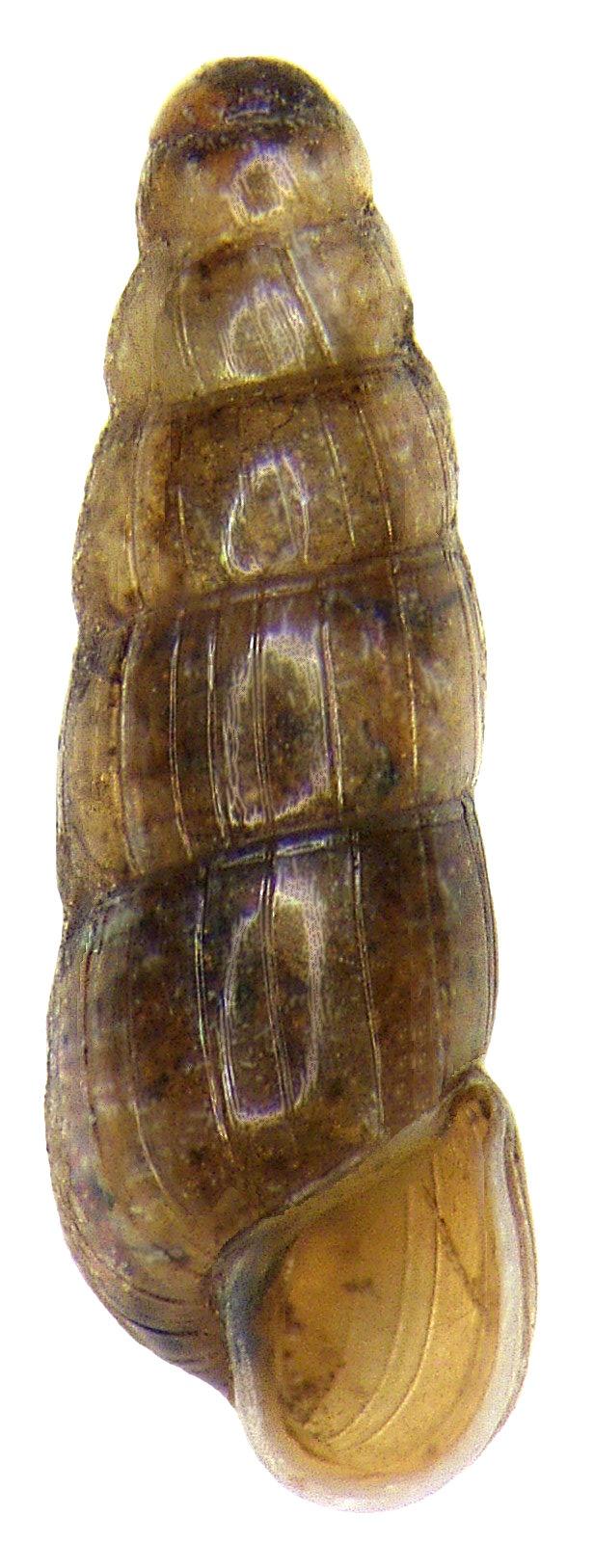
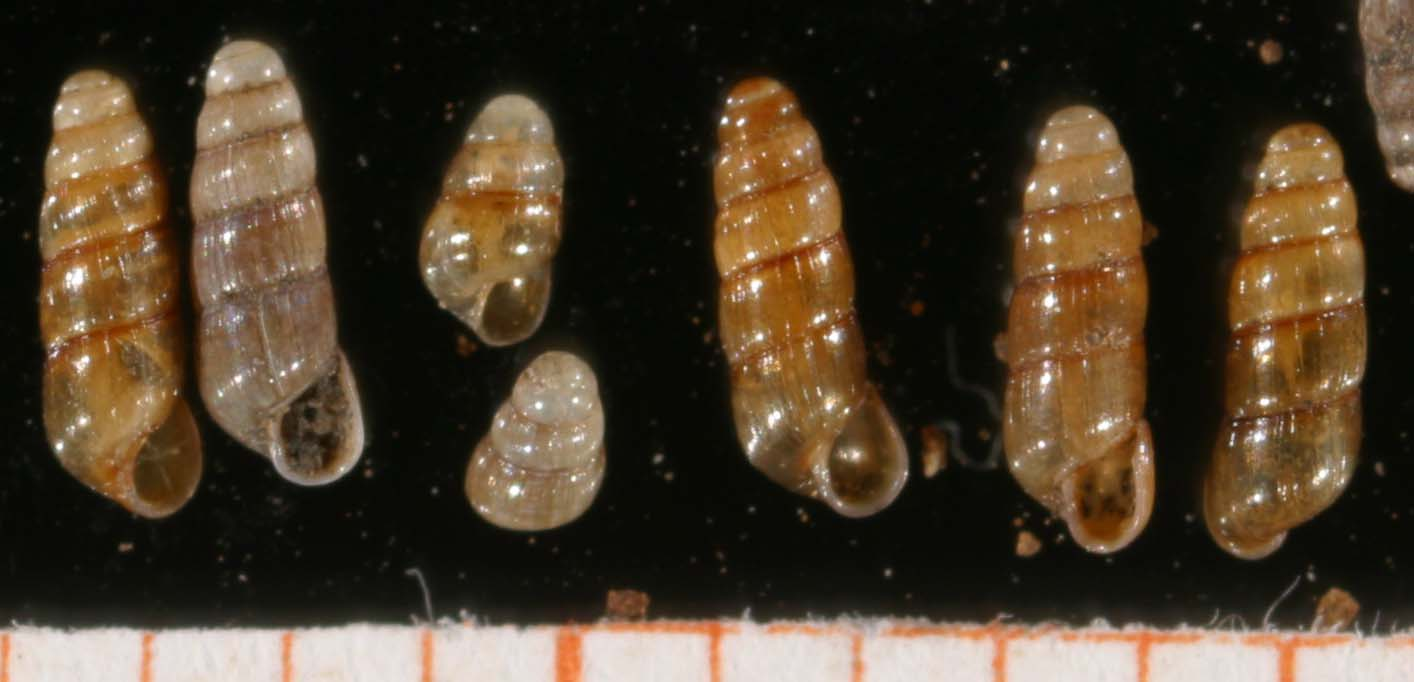
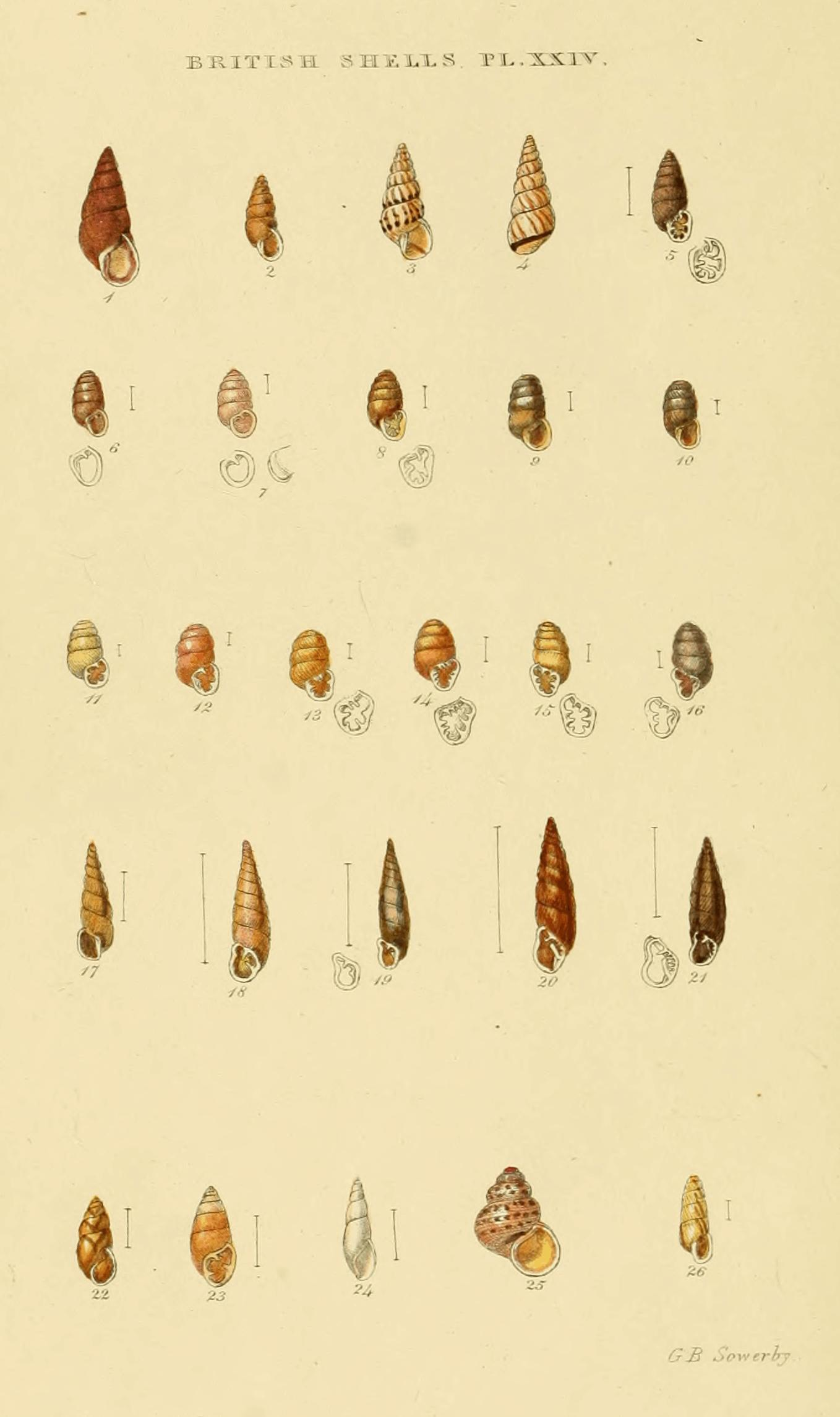
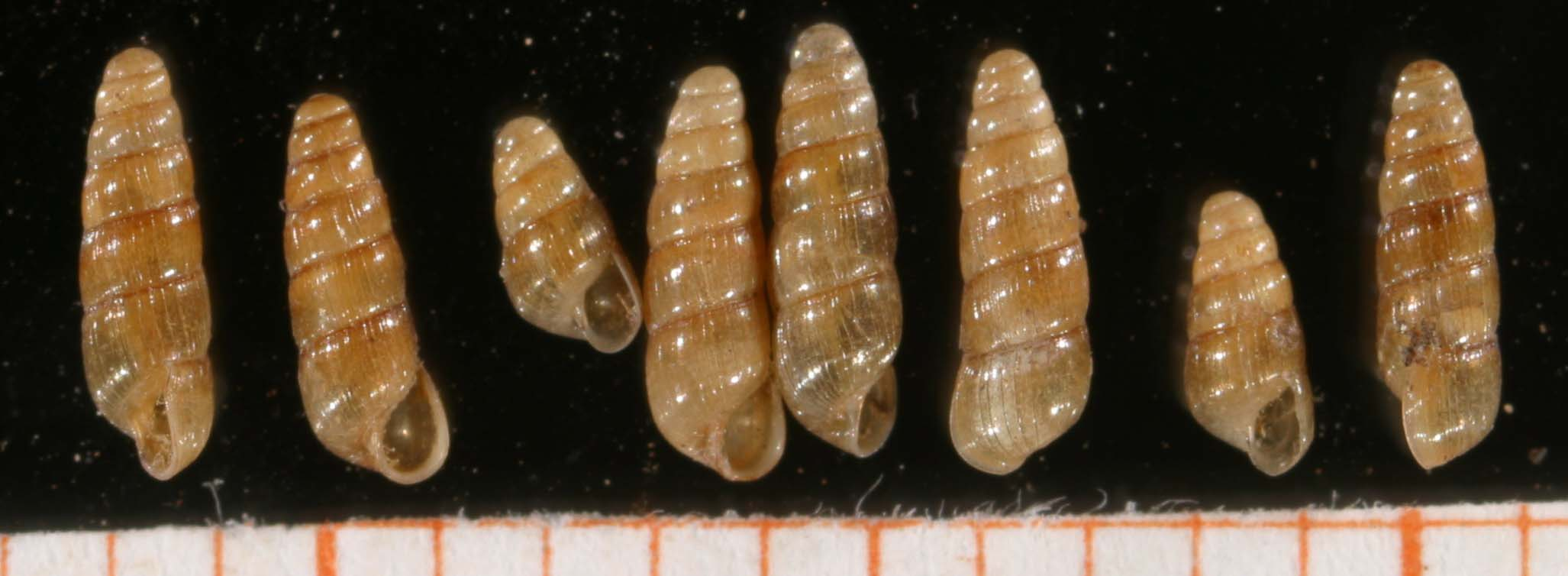